# Замбримборц, Борис Мефодьевич
Бори́с Мефо́дьевич Замбримборц (18 февраля 1919, Харбин, Хэйлунцзян — 29 августа 1996, Рига) — советский легкоатлет (тройной прыжок) и хоккеист. Мастер спорта СССР.

## Биография
Отец — Мефодий Иванович Замбримборц — работал машинистом паровоза. В 1937 году арестован и осуждён на 10 лет лагерей.
Борис рос в Самаре (Куйбышеве). Воспитанник местной школы лёгкой атлетики.
Окончив школу, перебрался в Москву, где учился в Военном институте иностранных языков.
Был первым советским прыгуном, начавшим применять работу со штангой в тренировочном процессе.
В годы Великой Отечественной войны воевал в составе Отдельной мотострелковой бригады особого назначения НКВД СССР. Получил тяжёлое ранение.

## Результаты

### Соревнования

#### Лёгкая атлетика
| Год  | Город          | Дата                    | Результат | Место |
| ---- | -------------- | ----------------------- | --------- | ----- |
| 1939 | Харьков        | 24—30 августа           | 14,50     | II    |
| 1940 | Москва         | 25—30 августа           | 14,49     | I     |
| 1943 | Горький        | 5—9 сентября            | 13,45     | II    |
| 1944 | Москва         | 17 августа              | 15,23 NR* | I     |
| 1945 | Киев           | 9—16 сентября           | 15,05     | I     |
| 1946 | Днепропетровск | 8—15 сентября           | 14,06     | II    |
| 1947 | Харьков        | 29 августа — 5 сентября | 14,37     | I     |
| 1950 | Киев           | 17—23 сентября          | 15,30 PB  | I     |
| 1951 | Минск          | 26 августа — 1 сентября | 14,75     | II    |
| 1952 | Ленинград      | 24—30 августа           | 14,94     | II    |
| 1953 | Москва         | 23—25 августа           | 14,49     | 5     |

#### Хоккей с шайбой
В 1946/1947 году на первом чемпионате СССР по хоккею с шайбой входил в состав ЦДКА. В конце 1940-х годов играл за рижский клуб «Даугава».

### Рекорд СССР
В 1944 году установил рекорд СССР в тройном прыжке 15,23 метра, первым в стране превысив результат 15 метров.

## Награды
- Орден Красной Звезды
- Орден Отечественной войны I степени
- Медаль «За победу над Германией в Великой Отечественной войне 1941—1945 гг.»